# Koto (kleding)

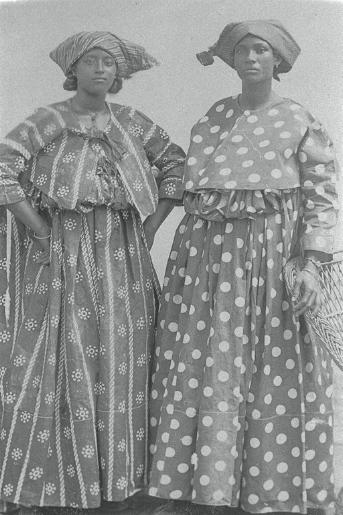
Surinaamse dames in koto

De koto is een traditioneel kledingstuk van Creoolse vrouwen in Suriname.
Vrouwen die een koto dragen worden kotomisi genoemd (misi betekent mevrouw). De koto wordt nog steeds gedragen bij feestelijke gelegenheden. Er bestaan koto's voor verschillende gelegenheden, onder andere de verjaardagskoto, werkkoto, rouwkoto en trouwkoto. De bijbehorende hoofddoek, de angisa (soms anisa), heeft een speciale betekenis. De vouwwijze van de hoofddoek drukt een boodschap uit. Het vouwen van deze hoofddoeken is een speciale kunst, die mondeling wordt overgedragen en ook nog steeds onderwezen wordt. Ook de draagwijze van de koto zelf kan een boodschap uitdrukken.
De koto wordt in traditionele of moderne vorm gedragen bij feestelijke gelegenheden zoals verjaardagen, trouwerijen of koto-dansi (een dansfeestje). Het veranderende gebruik van de koto gaat samen met veranderingen in de uitvoering.

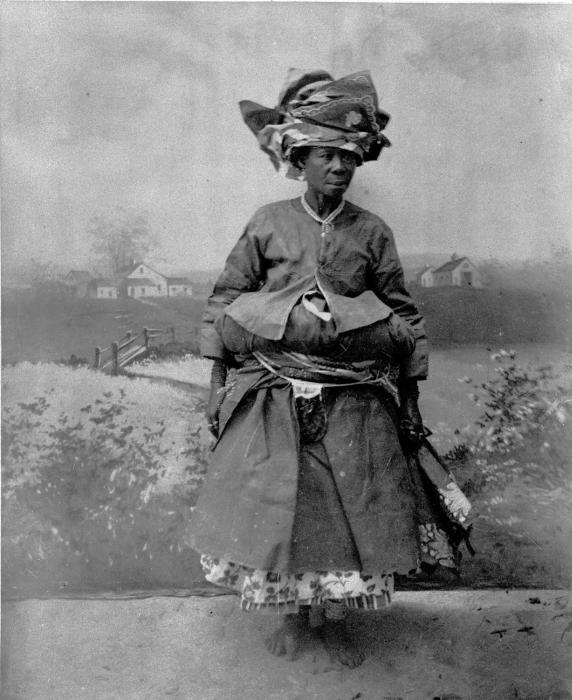
Visvrouw in koto (circa 1885)
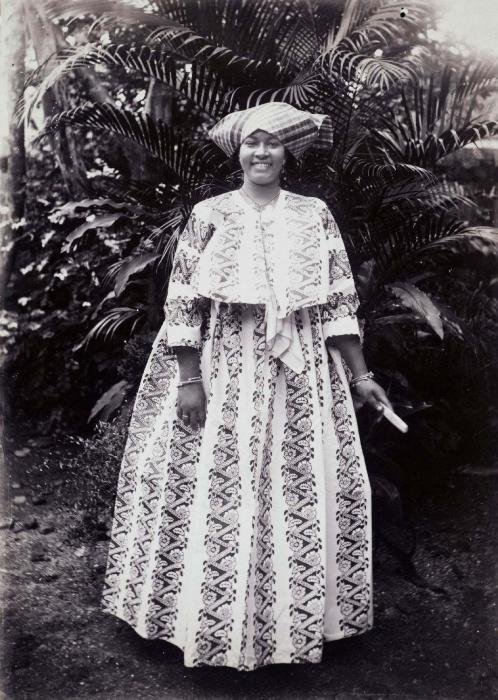
Creoolse vrouw in koto (circa 1910)
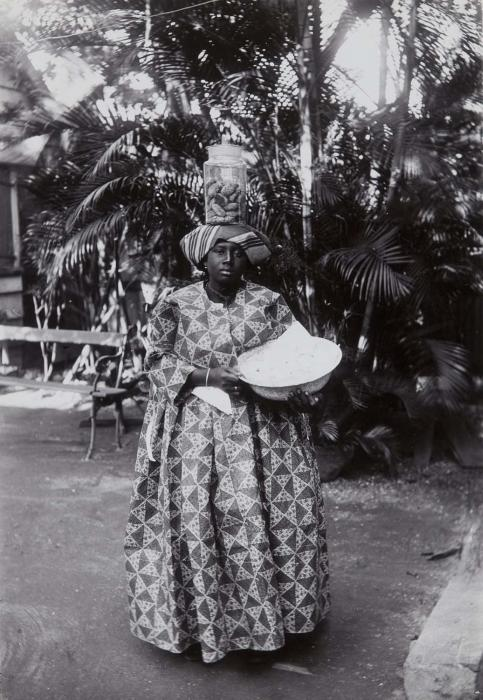
Creoolse vrouw in koto (circa 1904-1933)
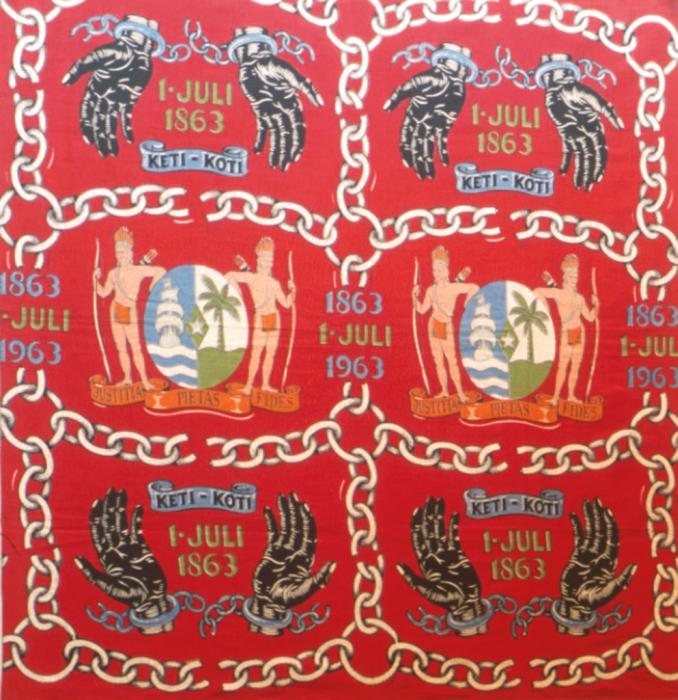
Angisa (hoofddoek) ter herdenking dat 100 jaar geleden de slavernij in Suriname werd afgeschaft. Op een rode ondergrond is tweemaal het wapen van Suriname afgebeeld met daartussen de jaartallen 1863 en 1963 en 1 juli.

## Koto in de cultuur
- Christine van Russel-Henar is een kenner en onderzoeker van Surinaamse kleding en oprichter van het Koto Museum in Paramaribo.
- Voor Hotel Torarica staat een beeld van een kotomisi van kunstenaar Jo Rens.[1]